# CoRoT-10
Étoile
Source de proche infrarouge (d)
CoRoT-10 est une étoile de la constellation de l'Aigle, située à 343,265 ± 3,063 6 pc (∼1 120 al) de la Terre.